# Casco (város, Maine)
Casco város az USA Maine államában, Cumberland megyében. Lakosainak száma 3646 fő (2020. április 1.).

## Népesség
A település népességének változása:

| 2010 | 3 742 |
| 2020 | 3 646 |